# Fußball-Europameisterschaft der Frauen 2009/Gruppe A
| Pl. | Land        | Sp. | S | U | N | Tore    | Diff. | Punkte |
| --- | ----------- | --- | - | - | - | ------- | ----- | ------ |
| 1.  | Finnland    | 3   | 2 | 0 | 1 | 003:200 | +1    | 06     |
| 2.  | Niederlande | 3   | 2 | 0 | 1 | 005:300 | +2    | 06     |
| 3.  | Dänemark    | 3   | 1 | 0 | 2 | 003:400 | −1    | 03     |
| 4.  | Ukraine     | 3   | 1 | 0 | 2 | 002:400 | −2    | 03     |

Resultate der Gruppe A bei der Fußball-Europameisterschaft der Frauen 2009:

## Ukraine – Niederlande 0:2 (0:2)
| Ukraine                                                          | Ukraine | Niederlande | Niederlande |
| ---------------------------------------------------------------- | --- | --- | ----------- |
| Ukraine                                                          | \| 23. August 2009 um 14:45 Uhr (Ortszeit) in Turku (Turku-Stadion) \| \| Zuschauer: 2.671[1] \| \| Schiedsrichterin: Cristina Dorcioman ( Rumänien) \| | \| 23. August 2009 um 14:45 Uhr (Ortszeit) in Turku (Turku-Stadion) \| \| Zuschauer: 2.671[1] \| \| Schiedsrichterin: Cristina Dorcioman ( Rumänien) \|                                                                                            | Niederlande |
| Ukraine                                                          | Nadeschda Baranowa – Alla Lyschafaj, Alena Masurenko , Elena Chodyrewa, Ljudmyla Pekur – Tatjana Tschernaja, Wera Djatel (83. Irina Wasyljuk), Natalija Syntschenko, Natalija Suchorukowa (46. Oksana Jakowyschyn), Olha Bojtschenko – Daryna Apanaschtschenko Cheftrainer: Anatoliy Kutsev | Loes Geurts – Dyanne Bito, Daphne Koster , Manoe Meulen, Petra Hogewoning – Anouk Hoogendijk, Annemieke Kiesel, Sylvia Smit, Kirsten van de Ven (79. Marlous Pieëte) – Manon Melis, Karin Stevens (86. Chantal de Ridder) Cheftrainerin: Vera Pauw | Niederlande |
| Ukraine                                                          | 0:1 Kirsten van de Ven (4.) 0:2 Karin Stevens (9.) | | Niederlande |
| Ukraine                                                          | Olha Bojtschenko, Wera Djatel, Ljudmila Pekur | Petra Hogewoning | Niederlande |
| Ukraine                                                          | erstes EM-Endrundenspiel für beide Mannschaften, erster EM-Endrundensieg für die Niederlande | | Niederlande |
| Ukraine                                                          | Spieler des Spiels: Annemieke Kiesel | | Niederlande |
| 23. August 2009 um 14:45 Uhr (Ortszeit) in Turku (Turku-Stadion) | | |             |
| Zuschauer: 2.671                                                 | | |             |
| Schiedsrichterin: Cristina Dorcioman ( Rumänien)                 | | |             |

## Finnland – Dänemark 1:0 (0:0)
| Finnland                                                             | Finnland | Dänemark | Dänemark |
| -------------------------------------------------------------------- | --- | --- | -------- |
| Finnland                                                             | \| 23. August 2009 um 19:30 Uhr (Ortszeit) in Helsinki (Olympiastadion) \| \| Zuschauer: 16.324[2] \| \| Schiedsrichterin: Dagmar Damková ( Tschechien) \| | \| 23. August 2009 um 19:30 Uhr (Ortszeit) in Helsinki (Olympiastadion) \| \| Zuschauer: 16.324[2] \| \| Schiedsrichterin: Dagmar Damková ( Tschechien) \| | Dänemark |
| Finnland                                                             | Tinja-Riikka Korpela – Petra Vaelma, Tiina Salmén, Sanna Valkonen, Maija Saari – Anne Mäkinen , Jessica Julin (84. Annica Sjölund), Essi Sainio (60. Sanna Talonen), Anna Westerlund – Linda Sällström (73. Susanna Lehtinen), Laura Österberg Kalmari Cheftrainer: Michael Käld | Heidi Johansen – Mia Brogaard, Mette Jensen (72. Nadia Nadim), Line Røddik Hansen, Julie Rydahl Bukh (89. Marianne Pedersen) – Katrine Pedersen , Camilla Sand Andersen, Catherine Paaske Sørensen – Johanna Rasmussen, Maiken With Pape, Tina Rasmussen (46. Katrine Veje) Cheftrainer: Kenneth Heiner-Møller | Dänemark |
| Finnland                                                             | 1:0 Maija Saari (49.) | | Dänemark |
| Finnland                                                             | Anna Westerlund | | Dänemark |
| Finnland                                                             | höchste Zuschauerzahl bei einem Frauenfußballspiel in Finnland | | Dänemark |
| Finnland                                                             | Spieler des Spiels: Tinja-Riikka Korpela | | Dänemark |
| 23. August 2009 um 19:30 Uhr (Ortszeit) in Helsinki (Olympiastadion) | | |          |
| Zuschauer: 16.324                                                    | | |          |
| Schiedsrichterin: Dagmar Damková ( Tschechien)                       | | |          |

## Ukraine – Dänemark 1:2 (0:0)
| Ukraine                                                              | Ukraine | Dänemark | Dänemark |
| -------------------------------------------------------------------- | --- | --- | -------- |
| Ukraine                                                              | \| 26. August 2009 um 17:30 Uhr (Ortszeit) in Helsinki (Fußballstadion) \| \| Zuschauer: 1.372[3] \| \| Schiedsrichterin: Gyöngyi Gaál ( Ungarn) \| | \| 26. August 2009 um 17:30 Uhr (Ortszeit) in Helsinki (Fußballstadion) \| \| Zuschauer: 1.372[3] \| \| Schiedsrichterin: Gyöngyi Gaál ( Ungarn) \| | Dänemark |
| Ukraine                                                              | Nadeschda Baranowa – Alla Lyschafaj, Elena Chodyrewa, Alena Masurenko , Ynessa Tytowa – Natalja Syntschenko, Tatjana Tschernaja, Wera Djatel, Ljudmyla Pekur – Daryna Apanaschtschenko, Oksana Jakowyschyn (64. Olha Bojtschenko) Cheftrainer: Anatoliy Kutsev | Heidi Johansen – Mia Brogaard, Line Røddik Hansen, Mette Jensen, Julie Rydahl Bukh – Katrine Pedersen , Nadia Nadim (56. Katrine Veje), Camilla Sand Andersen, Johanna Rasmussen (90.+1’ Lene Jensen) – Catherine Paaske Sørensen, Maiken With Pape Cheftrainer: Kenneth Heiner-Møller | Dänemark |
| Ukraine                                                              | 1:1 Daryna Apanaschtschenko (62.) | 0:1 Camilla Sand Andersen (49.) 1:2 Maiken With Pape (87.) | Dänemark |
| Ukraine                                                              | Elena Chodyrewa, Tatjana Tschernaja | | Dänemark |
| Ukraine                                                              | Ukraine ist als erste Mannschaft ausgeschieden | | Dänemark |
| Ukraine                                                              | Spieler des Spiels: Camilla Sand Andersen | | Dänemark |
| 26. August 2009 um 17:30 Uhr (Ortszeit) in Helsinki (Fußballstadion) | | |          |
| Zuschauer: 1.372                                                     | | |          |
| Schiedsrichterin: Gyöngyi Gaál ( Ungarn)                             | | |          |

## Niederlande – Finnland 1:2 (1:1)
| Niederlande                                                          | Niederlande | Finnland | Finnland |
| -------------------------------------------------------------------- | --- | --- | -------- |
| Niederlande                                                          | \| 26. August 2009 um 20:00 Uhr (Ortszeit) in Helsinki (Olympiastadion) \| \| Zuschauer: 16.148[4] \| \| Schiedsrichterin: Jenny Palmqvist ( Schweden) \|                                                                     | \| 26. August 2009 um 20:00 Uhr (Ortszeit) in Helsinki (Olympiastadion) \| \| Zuschauer: 16.148[4] \| \| Schiedsrichterin: Jenny Palmqvist ( Schweden) \| | Finnland |
| Niederlande                                                          | Loes Geurts – Dyanne Bito, Daphne Koster , Manoe Meulen, Petra Hogewoning – Annemieke Kiesel, Anouk Hoogendijk, Manon Melis, Sylvia Smit, Kirsten van de Ven – Karin Stevens (68. Chantal de Ridder) Cheftrainerin: Vera Pauw | Tinja-Riikka Korpela – Petra Vaelma, Sanna Valkonen, Tiina Salmén, Maija Saari – Jessica Julin (78. Anna-Kaisa Rantanen), Anne Mäkinen , Anna Westerlund (46. Annica Sjölund), Essi Sainio – Laura Österberg Kalmari, Linda Sällström Cheftrainer: Michael Käld | Finnland |
| Niederlande                                                          | 1:1 Kirsten van de Ven (25.) | 0:1 Laura Österberg Kalmari (7.) 1:2 Laura Österberg Kalmari (69.) | Finnland |
| Niederlande                                                          | Finnland sichert sich vorzeitig den Gruppensieg | | Finnland |
| Niederlande                                                          | Spieler des Spiels: Laura Österberg Kalmari | | Finnland |
| 26. August 2009 um 20:00 Uhr (Ortszeit) in Helsinki (Olympiastadion) | | |          |
| Zuschauer: 16.148                                                    | | |          |
| Schiedsrichterin: Jenny Palmqvist ( Schweden)                        | | |          |

## Finnland – Ukraine 0:1 (0:0)
| Finnland                                                             | Finnland | Ukraine | Ukraine |
| -------------------------------------------------------------------- | --- | --- | ------- |
| Finnland                                                             | \| 29. August 2009 um 17:30 Uhr (Ortszeit) in Helsinki (Olympiastadion) \| \| Zuschauer: 15.138[5] \| \| Schiedsrichterin: Natalja Awdontschenko ( Russland) \| | \| 29. August 2009 um 17:30 Uhr (Ortszeit) in Helsinki (Olympiastadion) \| \| Zuschauer: 15.138[5] \| \| Schiedsrichterin: Natalja Awdontschenko ( Russland) \| | Ukraine |
| Finnland                                                             | Minna Meriluoto – Tuija Hyyrynen, Tiina Salmén (58. Miia Niemi), Petra Vaelma, Maija Saari – Anna-Kaisa Rantanen, Jessica Julin, Anne Mäkinen (46. Linda Sällström), Katri Nokso-Koivisto (54. Sanna Talonen) – Laura Österberg Kalmari, Annica Sjölund Cheftrainer: Michael Käld | Yryna Swarytsch (39. Nadeschda Baranowa) – Alla Lyschafaj, Alena Masurenko , Elena Chodyrewa, Julyja Waschenko (85. Yryna Wasyljuk) – Tatjana Tschernaja, Natalja Syntschenko, Wera Djatel, Ljudmyla Pekur – Daryna Apanaschtschenko, Oksana Jakowyschyn (77. Olha Bojtschenko) Cheftrainer: Anatoliy Kutsev | Ukraine |
| Finnland                                                             | 0:1 Ljudmyla Pekur (69.) | | Ukraine |
| Finnland                                                             | Petra Vaelma | | Ukraine |
| Finnland                                                             | Finnland beendet erstmals eine EM-Vorrunde als Gruppensieger | | Ukraine |
| Finnland                                                             | Spieler des Spiels: Ljudmyla Pekur | | Ukraine |
| 29. August 2009 um 17:30 Uhr (Ortszeit) in Helsinki (Olympiastadion) | | |         |
| Zuschauer: 15.138                                                    | | |         |
| Schiedsrichterin: Natalja Awdontschenko ( Russland)                  | | |         |

## Dänemark – Niederlande 1:2 (0:0)
| Dänemark                                                       | Dänemark | Niederlande | Niederlande |
| -------------------------------------------------------------- | --- | --- | ----------- |
| Dänemark                                                       | \| 29. August 2009, 17:30 Uhr (Ortszeit) in Lahti (Lahti-Stadion) \| \| Zuschauer: 1.712[6] \| \| Schiedsrichterin: Jenny Palmqvist ( Schweden) \| | \| 29. August 2009, 17:30 Uhr (Ortszeit) in Lahti (Lahti-Stadion) \| \| Zuschauer: 1.712[6] \| \| Schiedsrichterin: Jenny Palmqvist ( Schweden) \| | Niederlande |
| Dänemark                                                       | Heidi Johansen – Mia Brogaard, Katrine Pedersen , Line Røddik Hansen, Julie Rydahl Bukh – Sanne Troelsgaard Nielsen (72. Marianne Pedersen), Camilla Sand Andersen, Catherine Paaske Sørensen – Nadia Nadim (46. Katrine Veje), Maiken With Pape, Johanna Rasmussen Cheftrainer: Kenneth Heiner-Møller | Loes Geurts – Dyanne Bito, Daphne Koster , Manoe Meulen, Petra Hogewoning – Anouk Hoogendijk, Annemieke Kiesel, Manon Melis, Kirsten van de Ven (76. Claudia van den Heiligenberg) – Sylvia Smit (90.+1’ Marlous Pieëte), Chantal de Ridder (46. Karin Stevens) Cheftrainerin: Vera Pauw | Niederlande |
| Dänemark                                                       | 1:2 Johanna Rasmussen (71.) | 0:1 Sylvia Smit (58.) 0:2 Manon Melis (66.) | Niederlande |
| Dänemark                                                       | Julie Rydahl Bukh | Karin Stevens | Niederlande |
| Dänemark                                                       | Dänemark scheidet als schlechtester Gruppendritter aus | | Niederlande |
| Dänemark                                                       | Spieler des Spiels: Daphne Koster | | Niederlande |
| 29. August 2009, 17:30 Uhr (Ortszeit) in Lahti (Lahti-Stadion) | | |             |
| Zuschauer: 1.712                                               | | |             |
| Schiedsrichterin: Jenny Palmqvist ( Schweden)                  | | |             |